# Franz Andreas Threyne
Franz Andreas Threyne (* 10. September 1888 in Köln; † 26. Oktober 1965 in Freiburg im Breisgau) war ein deutscher Bildhauer.

## Leben und Werke
Nach einer Lehre zum Architekturbildhauer in Köln, die er wegen eines Arbeitsunfalls zwei Jahre lang unterbrechen musste, studierte Threyne von 1912 bis zum Ausbruch des Ersten Weltkriegs bei Georg Grasegger an der Kölner Kunstschule.
Nach seiner Zeit als Soldat absolvierte Threyne ein Studium an der Staatlichen Kunst- und Gewerbeschule in Königsberg, zu seinen Lehrern dort gehörte Hermann Brachert. Damals begann er sich auch mit keramischer Architekturplastik zu beschäftigen. Aus dieser Zeit stammten etliche gebrannte Kacheln, die die Laibungen des Zollwirtschaftsgebäudes in Königsberg schmückten und das Thema „Zöllner“ zum Teil humoristisch behandelten. Threyne setzte sein Studium ab 1921 in München bei Josef Wackerle fort, um anschließend wieder nach Ostpreußen zurückzukehren, wo er in Cadinen weiter an seiner Ausbildung arbeitete. Er beteiligte sich an der Einrichtung einer keramischen Abteilung an der Kunst- und Gewerkschule; außerdem arbeitete er vier Jahre lang auch als Zeichner bei der Möbelfabrik R. Herrmann.
Keramische Arbeiten Threynes fanden sich an oder in der Sackheimer, der Altstädter und der Kaiser-Wilhelm-Gedächtnis-Kirche in Königsberg, ebenso waren das Kneiphöfsche Stadtgymnasium die die Gaststätte des Nordbahnhofs mit Keramiken Threynes geschmückt. Im Verkaufsraum der Konditorei Schwermer standen auf Konsolen mehrere etwa 70 cm hohe Keramikmusiker und -tänzer, die Threyne geschaffen hatte.
1926 erhielt er einen Lehrauftrag an der Königsberger Kunst- und Gewerkschule. Ab 1933 oder 1936 arbeitete er freischaffend, 1940 wurde er laut Silke Osman Professor in Königsberg, einer anderen Quelle zufolge hatte er erst 1944 wieder einen Lehrauftrag in Königsberg.
Zu seinen Werken gehören plastische Darstellungen für das Opernhaus Königsberg, etwa eine feuervergoldete Bronzebüste des Komponisten Otto Nicolai, und für die Kinderklinik der dortigen Universitätsklinik. Auch für die Wallfahrtskirche Cressen schuf er Skulpturen. Für das Fernsprechamt Pregel in Königsberg gestaltete er Reliefs mit dem Titel Die Verbindung der Menschen durch den Fernsprecher. Sie wurden 1928 zu beiden Seiten des Portals angebracht. Der Haupteingang des 1936/37 erbauten Raiffeisenhauses an der General-Litzmann-Straße in Königsberg wurde mit zwei über Eck angeordneten 3,20 Meter hohen bronzenen Kolossalfiguren Threynes geschmückt, die Aussaat und Ernte verkörperten.
Monumentale Ausmaße hatten auch die Standbilder des Herzogs Albrecht (1928/30), des Bischofs Georg von Polenz, des Johann Poliander und des Johannes Amandus. Zwei weitere Großplastiken, in Kupfer getrieben, schuf er 1936/37 für Bartenstein, wo sich auch ein Werk Threynes aus Sandstein befand. In Preußisch Holland wurden sein kolossaler Krieger und ein Rosseführer aufgestellt.
Nachdem er bereits zur Zeit der Weimarer Republik ein Kriegerdenkmal für Königsberg geschaffen hatte, folgte 1937 ein Kriegerdenkmal mit einer überlebensgroßen Bronzefigur für Mühlhausen. Threyne fertigte während der Zeit des Nationalsozialismus auch Bildhauerarbeiten für Kasernen, darunter einen Bauern und einen Soldaten. Von Threyne stammten aber auch die Totenmaske des Dichters Alfred Brust und das Relief Simon Dach, das am Wohnhaus Dachs neben dem Blauen Turm bzw. an der Stelle dieses Wohnhauses angebracht war.

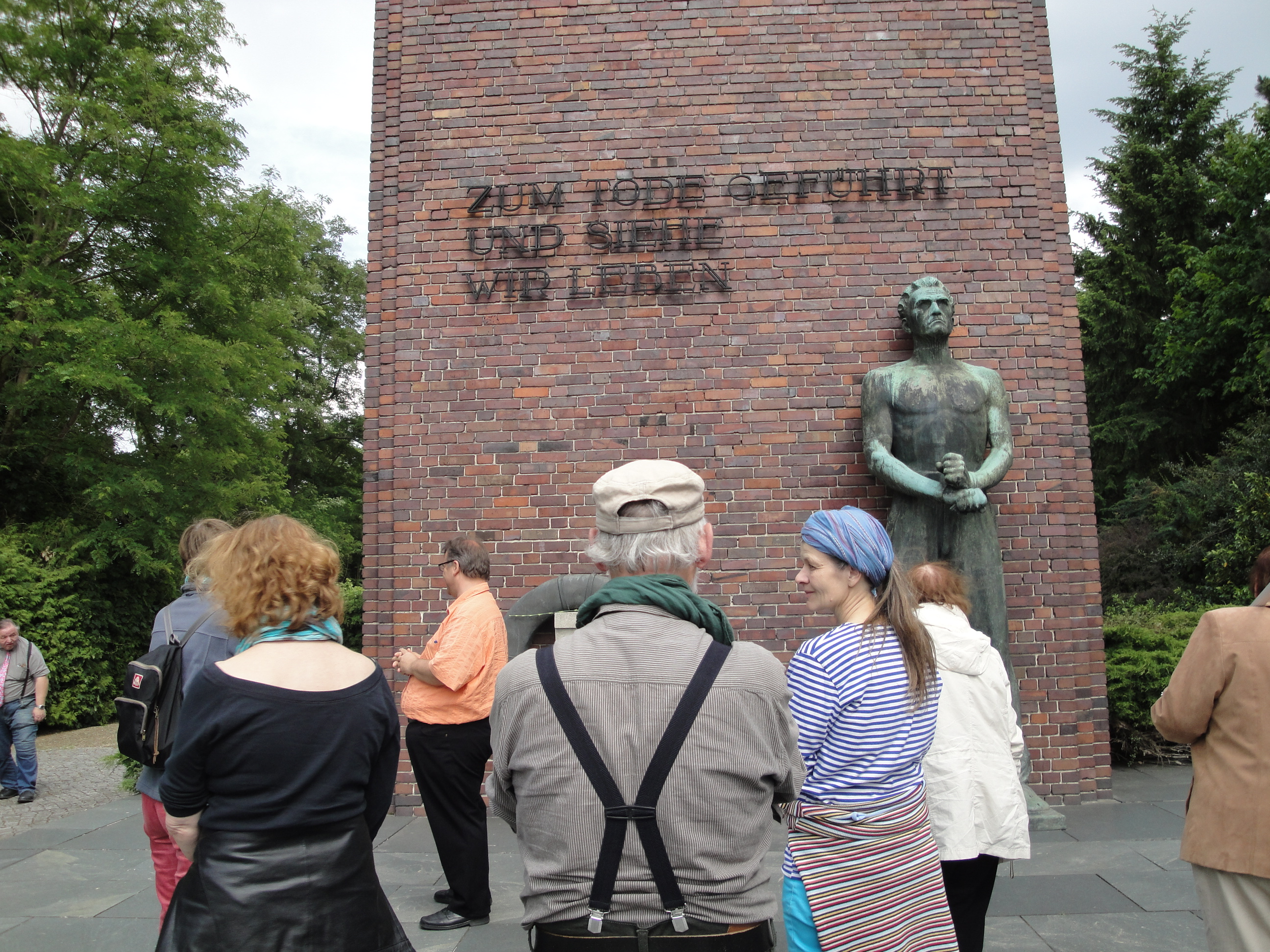
Besucher am Ehrenmal für die im Zuchthaus Brandenburg-Görden hingerichteten antifaschistischen Widerstandskämpfer vor Threynes Gefesseltem Widerstandskämpfer

Nach Kriegsende zog er nach Brandenburg an der Havel; dort arbeitete er von 1953 bis 1959 in der Werkstatt des Jugendheims als Lehrer. Seine Karriere als Bildhauer setzte er nach dem Ende des Dritten Reichs offenbar ungebrochen fort; der erste Auftrag war eine Büste Thälmanns, die der Brandenburger Oberbürgermeister Max Herm dem sowjetischen Stadtkommandanten schenkte. In Brandenburg an der Havel erstellte er unter anderem auch das baukünstlerische Gesamtkonzept für das  1947 eingeweihte Ehrenmal für die im Zuchthaus Brandenburg-Görden hingerichteten antifaschistischen Widerstandskämpfer auf dem Marienberg. Dazu gehörte auch eine Gedenkwand mit einer nahezu martialischen Bronzefigur Threynes, dem Gefesselten Widerstandskämpfer mit geballten Fäusten, in der sich Elemente der NS-Kunst ebenso wiederfinden wie Merkmale des Sozialistischen Realismus.

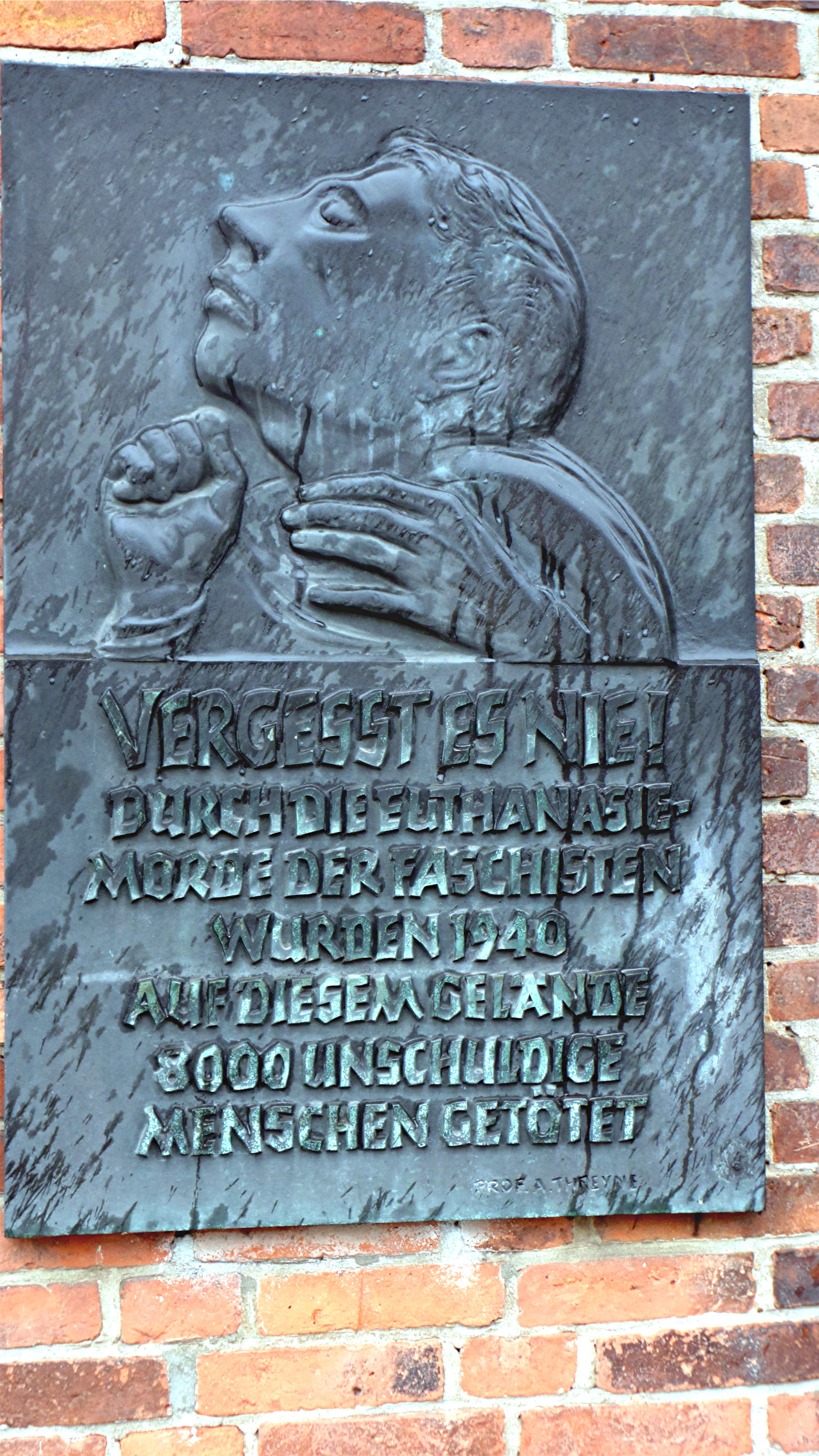
T4-Gedenktafel am Nicolaiplatz in Brandenburg (Havel)

Threyne folgte in seinen Auftragsarbeiten dem Zeitgeschehen und dem Zeitgeschmack. Michael Schmaedecke kommentierte dies mit der, allerdings im Kontext deutlich relativierten, Bemerkung: „Durch äußere Umstände gezwungen, arbeitet Threyne zeitweise auch im Sinne des offiziellen Kunstgeschmacks“. In der Zeit nach dem Krieg fertigte Threyne auch Mahnmale für Opfer und Widerständler des einst verherrlichten Regimes an. 
1958 gestaltete er einen Gedenkstein mit dem Flammenemblem der Fédération Internationale de la Résistance, der gegenüber dem Eingang zur Justizvollzugsanstalt Brandenburg-Görden aufgestellt wurde. Am Alten Zuchthaus in Brandenburg wurde 1962 ein Relief Threynes zur Erinnerung an die Opfer der Euthanasie-Aktionen der Nationalsozialisten angebracht; es zeigt einen verletzlichen Menschen mit geschlossenen Augen, „der zusammenzuckend einen qualvollen Gifttod stirbt.“

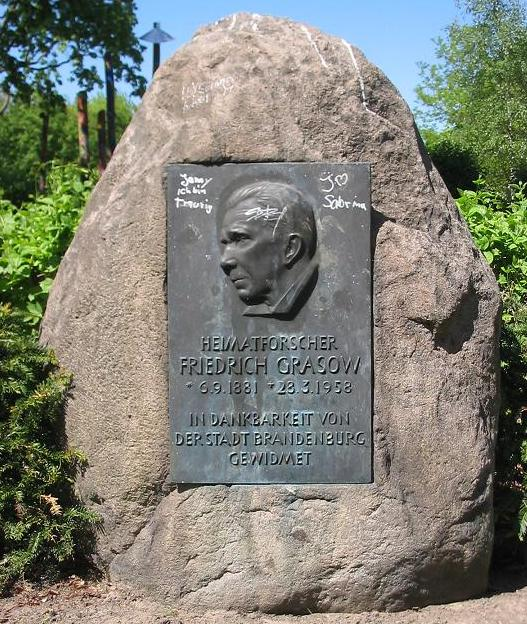
Grasow-Gedenkstein

Wie schon in der Vorkriegszeit verewigte Threyne auch in seiner späteren Zeit noch Geistesgrößen. 1953 schuf er eine Bronzebüste Goethes, die im Brandenburger Theaterpark aufgestellt wurde. Der Sockel trägt ein Zitat aus Faust II. Am Walter-Rathenau-Platz in Brandenburg steht seit 1960 ein Gedenkstein für Friedrich Grasow. Er besteht aus einem Findling, an dem eine von Threyne gestaltete Reliefplatte aus Bronze mit dem Porträt Grasows montiert ist.
Threyne übersiedelte 1965 Jahren nach Westdeutschland.

## Nachwirkungen
Viele der Werke Threynes sind aufgrund der Empfindlichkeit der Materialien und der Kriegseinwirkungen nicht erhalten geblieben.
Im Jahr 1984 wurden Werke Threynes zusammen mit Werken seiner Kollegen Edmund May und Erich Schmidt-Kestner in einer Ausstellung im Kulturzentrum Ostpreußen im Deutschordensschloss Ellingen gezeigt. Der Kunsthistoriker Günther Krüger stellte damals fest: „Alle kleinen Figuren sind bei ihm mit genrehafter Liebenswürdigkeit geschildert, ganz gleich, ob es sich um die Majolika des Knaben mit der Ente, die Knaben mit Hund in Ton oder die Terrakotta-Reliefs aus dem Leben der Zöllner – auch der biblischen – handelt. Dagegen haben die drei Reformatoren, der Bischof Georg von Polenz, Poliander und Johannes Amandus, sowie das Standbild Herzog Albrechts etwas echt Statuarisches […]“
Zu Threynes Schülern gehörten Maria Ewel, Charlotte Szalinski, Gerhard Sterr und Ulrich Benkmann. Einer von Threynes Studenten, Wilhelm Ernst Ehrich, wanderte 1929 in die Vereinigten Staaten aus, wo er das Federal Art Project in Buffalo, New York, leitete und Resident-Bildhauer und Professor der Universität Rochester war.